# Murtas
Murtas és un municipi de la província de Granada. Limita amb els municipis granadins de Ugíjar, Cádiar, Albondón, Albuñol i Turón i amb el municipi almerienc d'Alcolea.
L'ajuntament està format pels nuclis de Murtas, Cojáyar i Mecina Tedel.